# Comet (Schiff, 1811)
Die Comet (engl. Comet = Komet) war ein frühes europäisches Dampfschiff, das kommerzielle eingesetzt wurde. Das Schiff wurde nach dem Großen Kometen benannt, der im Frühjahr 1811 gesichtet wurde.

## Geschichte
Henry Bell war an dampfgetriebenen Schiffen interessiert und korrespondierte deshalb mit Robert Fulton. Inspiriert durch dessen Schiff Charlotte Dundas gab er im Winter 1811 den Bau eines Schiffes bei John und Charles Wood in Port Glasgow in Auftrag. Der Kessel stammte aus der Werkstatt von David Napier und die Ein-Zylinder-Dampfmaschine von John Robertson. Durch die Dampfmaschine wurden zwei Paar Schaufelräder angetrieben, die jedoch später durch ein Paar Schaufelräder ersetzt wurden. Am sehr dünnen Kamin, der sich etwa in der Mitte des Schiffs befand, war eine Rahe befestigt, so dass man bei entsprechenden Bedingungen auch segeln konnte. Im hinteren Teil des Schiffs befand sich eine kleine Kabine mit hölzernen Stühlen und einem Tisch. Da im Jahre 1811 der große Komet Flaugergues über mehrere Monate sichtbar war, entschloss sich Bell, das Schiff Comet zu nennen.
Henry Bell besaß ein Hotel und Bäder in Helensburgh und richtete mit dem Dampfschiff ab Juli 1812 einen regelmäßigen Verkehr zwischen Port Glasgow und Helensburgh ein. Die erste Fahrt auf dieser Strecke wurde bereits im Januar 1812 durchgeführt. Der erfolgreiche kommerzielle Einsatz des Schiffs führte dazu, dass sich die Dampfschifffahrt auch in Europa schnell durchsetzte.

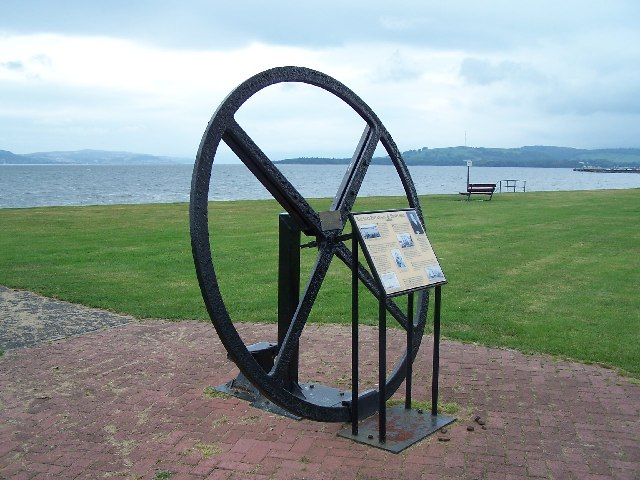
Schwungrad der Dampfmaschine der Comet in East Esplanade Helensburgh

Da sich für das Schiff mit der Zeit überlegene Konkurrenz etablierte, ließ Bell es umbauen und mit einer stärkeren Dampfmaschine ausrüsten. Die neue Route des Paketschiffs führte von Port Glasgow nach Fort William. Für die einfache Strecke benötigte das Schiff zwei Tage, am Abend des ersten Tages erreichte es Ardrishaig am Eingang zum Crinan Canal, es setzte dann die Fahrt durch den Kanal fort und erreichte am Abend des zweiten Tages das Ziel.
Am 15. Dezember 1820 fuhr die Comet bei starker Strömung bei Crinan auf einen Fels und sank, es gab jedoch keine Todesopfer. Die Dampfmaschine konnte geborgen und von Robert Napier & Sons restauriert werden und befindet sich heute im Science Museum in London.